# Lana Del Ray (альбом)
Lana Del Ray (альтернативна назва Lana Del Ray AKA Lizzy Grant )— однойменний дебютний студійний альбом американської співачки та авторки пісень Лани Дель Рей. Альбом був випущений у цифровому форматі лейблом 5 Points Records 4 січня 2010 року під псевдонімом Lana Del Ray.
Після виходу свого дебютного альбому Born to Die (2012), Лана висловила бажання перевипустити альбом, хоча цього так і не сталося.

## Передісторія та реліз
Лана і її продюсер Девід Кан записали 13 треків для альбому протягом 2008 року. Замість того, щоб випустити повний матеріал, її лейбл опублікував три треки з альбому через рекламний мініальбом під назвою Kill Kill 21 жовтня 2008 року під псевдонімом Ліззі Грант. Мініальбом мав успіх у критиків, вони назвали його поетичним та елегантним. У період випуску Kill Kill Дель Рей висловила бажання змінити свій псевдонім. 

### Реліз й видалення
Стандартний альбом був офіційно випущений 4 січня 2010 року як цифровий ексклюзив, випущений лише через iTunes Store та Amazon. Під час рекламної кампанії альбом продавався під трьома назвами: на момент випуску альбом був названий «Lana Del Ray», але пізніше він також продавався під назвами «Lana Del Ray АКА Lizzy Grant» та «Lizzy Grant». Планувалося, що альбом буде випущений з мінімальною кількістю компакт-дисків для продажу лише на концертах.  
Лана видалила альбом через три місяці після випуску і розірвала зв'язки з лейблом. 9 листопада 2012 року співачка випустила Born to Die: The Paradise Edition, перевидання, яке складалося з п'ятнадцяти треків з альбому Born to Die та дев'яти нових пісень з мініальбому Paradise. Одним із треків, представлених в Paradise, була перероблена версія пісні «Yayo», оригінальною версією якої була завершальна композиція альбому Lana Del Ray. Станом на 2022 рік «Yayo» — єдина пісня з мініальбому, яка отримала офіційний реліз.

## Критичний прийом
Критичний прийом альбому в той час був загалом позитивним.
Джессіка Коллієр з Adirondack Daily Enterprise назвала альбом «жахливим», але похвалила сучасні елементи в альбомі, згадавши «Gramma (Blue Ribbon Sparkler Trailer Heaven)» як одну з найцікавіших пісень. Автори журналу DN Journal назвали альбом «гіпнотичним», вихваляючи його унікальний, привабливий запис.

## Трек-лист
Автор музики і слів Lana Del Rey. Всі треки були спродюсовані Девідом Каненом. 
| #     | Назва                                                                  | Тривалість |
| ----- | ---------------------------------------------------------------------- | ---------- |
| 1.    | «Kill Kill»                                                            | 3:59       |
| 2.    | «Queen of the Gas Station» (writers: Grant, David Kahne)               | 3:06       |
| 3.    | «Oh Say Can You See»                                                   | 3:42       |
| 4.    | «Gramma (Blue Ribbon Sparkler Trailer Heaven)» (writers: Grant, Kahne) | 3:50       |
| 5.    | «For K, Pt. 2»                                                         | 3:26       |
| 6.    | «Jump»                                                                 | 2:53       |
| 7.    | «Mermaid Motel»                                                        | 4:01       |
| 8.    | «Raise Me Up (Mississippi South)»                                      | 4:24       |
| 9.    | «Pawn Shop Blues» (writers: Grant, Kahne)                              | 3:29       |
| 10.   | «Brite Lites»                                                          | 3:00       |
| 11.   | «Put Me in a Movie»                                                    | 3:15       |
| 12.   | «Smarty» (writers: Grant, Kahne)                                       | 2:51       |
| 13.   | «Yayo»                                                                 | 5:42       |
| 47:38 |                                                                        |            |